# Matteo Martineau
Matteo Martineau (Angers, Francia; 16 de enero de 1999) es un tenista profesional francés. Su mejor posición en el ranking ATP fue la 183.ª en la actualización del 6 de mayo de 2024.

## Carrera
Siendo el 448° del mundo, recibió una invitación para participar de las clasificaciones para el Abierto de Francia de 2019. En primera ronda logró superar al sueco Elias Ymer por 6-4, 3-6, 6-4, pero al partido siguiente fue derrotado por Kimmer Coppejans por 0-6, 6-1, 2-6.
Cuatro años después, disputó su primer partido a nivel ATP tras clasificar como perdedor afortunado al cuadro principal del Torneo de Metz 2023. Sin embargo, perdió en primera ronda contra Dominic Thiem por 6-4, 6-2.
En febrero de 2024 llegó a la final del Challenger de Nottingham, pero cayó en dos sets ante Giovanni Mpetshi Perricard por 6-7, 4-6. A la semana siguiente, llegó de nuevo a la final en Cherburgo, pero esta vez fue superado por Zsombor Piros en dos parciales. A pesar de la derrota, su desempeño le permitió por primera llegar al top-200 del ranking tras quedar en la posición 189.ª.

## Títulos Challenger (1; 0+1)

### Dobles (1)
| N.° | Fecha               | Torneo         | Superficie        | Pareja          | Oponentes en la final           | Resultado        |
| --- | ------------------- | -------------- | ----------------- | --------------- | ------------------------------- | ---------------- |
| 1.  | 16 de marzo de 2024 | Székesfehérvár | Tierra batida (i) | Titouan Droguet | André Göransson Denys Molchanov | 4–6, 7–5, [10–8] |